# Monreal de Ariza
Monreal de Ariza – gmina w Hiszpanii, w prowincji Saragossa, w Aragonii, o powierzchni 62,06 km². W 2011 roku gmina liczyła 226 mieszkańców.